# Duke Dumont
Adam George Dyment (Londres; 27 de agosto de 1982), conocido por su nombre artístico Duke Dumont, es un DJ, remezclador y productor discográfico británico. Es conocido por el sencillo "Ocean Drive", además es dueño de la discográfica Blasé Boys Club y también lo ha utilizado como un alias para sus producciones.

## Trayectoria musical
En sus comienzos, Duke fue apadrinado por el músico británico Switch (quien ha producido para artistas de la talla de Beyonce, M.I.A. y Santigold) y a su vez se hizo un nombre dentro de la escena remezclando canciones pop, como "The Fear" de Lily Allen, "Two Doors Down" de Mystery Jets y "Daniel" de Bat for Lashes.
En marzo de 2007, lanzó su primer EP, Regality para el sello Turbo Recordings del canadiense Tiga, seguido en agosto de 2008 por el EP The Dominion Dubs para Dubsided. En 2010, lanzó un álbum de mezclas FabricLive.51 para la discográfica de la discoteca londinense Fabric.
En 2011 se trasladó de Londres a los campos de Hertfordshire (en su estudio con vistas a un bosque) para centrarse en su nuevo material.
En 2012, lanzó dos EPs por Turbo Recordings, "For Club Play Only" Vol. 1 y Vol. 2, los cuales fueron difundidos por Annie Mac y Fearne Cotton en la BBC Radio 1. En ese mismo año vuelve a remezclar a AlunaGeorge y Santigold.
El 31 de marzo de 2013, lanzó el sencillo "Need U (100%)" que cuenta con la voz de la cantante sierraleonesa, A*M*E. La canción ha encabezado la lista de éxitos del Reino Unido, y logró ingresar en Australia y varios países de Europa. El vídeo musical fue dirigido por Ian Robertson, y cuenta con más de 15 millones de visitas en YouTube. La canción fue nominada en los Premios Grammy de 2014 en la categoría mejor grabación dance
En julio de 2013, Pitchfork estrenó el sencillo "Hold On" con la voces de MNEK. En marzo de 2014 se lanzó en el Reino Unido, el sencillo "I Got U" con la colaboración de la londinense Jax Jones, con el que logra conseguir su segundo número uno. Ésta contiene el sample de la canción "My Love Is Your Love" de Whitney Houston. En septiembre de 2014, alcanzó la segunda ubicación en la lista de sencillos del Reino Unido con su sencillo «Won't Look Back». En 2015, vuelve a obtener una nominación al Grammy por «I Got U».

## Discografía

### EP
- 2007: Regality EP
- 2008: The Dominion Dubs EP
- 2012: For Club Play Only Pt. 1
  - "Street Walker"
  - "Thunder Clap"
- 2012: For Club Play Only Pt. 2
  - "No Money Blues"
  - "The Giver"
- 2014: For Club Play Only Pt. 3
  - "Nicht Vor Mitternacht"
  - "Slow Dance"
  - "Mumble Man"
  - "Drumapella"
- 2014: EP1
- 2015: Blasé Boys Club (Pt. 1)
  - "Ocean Drive"
  - "Robert Talking (con Robert Owens)"
  - "Melt"
  - "Won't Look Back - Radio Edit"

## Sencillos
- 2013: «Need U (100%)» (con A*M*E)
- 2013: «Hold On» (con MNEK)
- 2014: «I Got U» (con Jax Jones)
- 2014: «Won't Look Back»
- 2015: «The Giver (Reprise)»
- 2015: Ocean Drive

### Remixes
| Año  | Título                                                     | Artista(s)                        |
| ---- | ---------------------------------------------------------- | --------------------------------- |
| 2006 | "Yes Yes Y'all"                                            | Mekon                             |
| 2006 | "We Run This"                                              | Missy Elliott                     |
| 2008 | "The Deacon"                                               | Idiotproof                        |
| 2008 | "Run It"                                                   | EPMD                              |
| 2008 | "Bathroom Gurgle"                                          | Late of the Pier                  |
| 2008 | "Off Da Hook"                                              | Jesse Garcia                      |
| 2009 | "Daniel"                                                   | Bat for Lashes                    |
| 2009 | "The Fear"                                                 | Lily Allen                        |
| 2009 | "Because of You"                                           | Skunk Anansie                     |
| 2010 | "Epicentro"                                                | Babe Terror                       |
| 2010 | "The Drop"                                                 | LA Riots                          |
| 2011 | "Dollar Sign"                                              | Gucci Mane                        |
| 2011 | "Two Doors Down"                                           | Mystery Jets                      |
| 2011 | "Elephant & Castle"                                        | Yes Wizard                        |
| 2011 | "Party's Over Los Angeles"                                 | ZZT                               |
| 2012 | "Everything Goes My Way" (Jesse Rose & Duke Dumont Re-Dub) | Metronomy                         |
| 2012 | "Black Sands"                                              | Bonobo                            |
| 2012 | "When I See You Again"                                     | Canyons                           |
| 2012 | "Smell the Vibe"                                           | Beardyman                         |
| 2012 | "Keep It 1000"                                             | Sinden                            |
| 2012 | "The Keepers" (Duke Dumont's Pour Hommes Remix)            | Santigold                         |
| 2012 | "Your Drums, Your Love"                                    | AlunaGeorge                       |
| 2013 | "Falling"                                                  | Haim                              |
| 2013 | "Here" (como Blasé Boys Club)                              | Syron                             |
| 2013 | "Need U (100%)" (como Blasé Boys Club)                     | Duke Dumont                       |
| 2013 | "Hold On" (como Blasé Boys Club)                           | Duke Dumont                       |
| 2013 | "Dim All the Lights"                                       | Donna Summer                      |
| 2014 | "Love Sublime"                                             | Tensnake con Nile Rodgers & Fiora |
| 2015 | "I Can't Lose"                                             | Mark Ronson con Keyone Starr      |